# Carl Friedrich Koch (Mediziner)
Carl Friedrich Koch (* 9. März 1802 in Magdeburg; † 1871 in Merseburg) war ein deutscher Mediziner und Pädagoge.

## Leben
Carl Friedrich Koch war ein Sohn des Theologen, Lehrers und Naturforschers Johann Friedrich Wilhelm Koch (1759–1831), Diakon an der St.-Johannis-Kirche, Direktor der Handlungsschule und späterer Superintendent in Magdeburg.
Seine erste schulische Ausbildung erhielt er am Domgymnasium Magdeburg. 1815 erhielt er seine turnerische Ausbildung in Biederitz bei Magdeburg, wo der Schulinspektor, Prediger und als Abteilungsvorsteher des Tugendbundes Carl Leberecht Meßow im Frühjahr 1815 einen Turnplatz nach Jahnschem Muster eingerichtet hatte. Von seinem 13. Lebensjahr an, wanderte er in den Sommermonaten jeden Sonntag nach Biederitz, um dort mit der Dorfjugend zu turnen, allerdings wurde der Turnplatz 1819 geschlossen.
Nach einem Medizinstudium an der Universität Göttingen sowie der Universität Berlin schrieb er 1825 seine Dissertation und promovierte zum Dr. med. Er praktizierte seit 1826 als Arzt in Magdeburg, hierbei war er nebenberuflich an der Magdeburger medizinisch-chirurgischen Lehranstalt tätig. Nachdem er als Arzt in Magdeburg tätig wurde, ergriff er vor allem aus gesundheitspolitischen und erzieherischen Erwägungen heraus die Initiative zur Einrichtung eines Turnplatzes und wurde hierbei durch den Oberbürgermeister und Landrat August Wilhelm Francke unterstützt, mit dem er auch das Direktorium der Turnanstalt bildete, so dass am 14. August 1828 mit 172 Zöglingen der erste Turnplatz der Elbestadt auf der Sternwiese im Friedrich-Wilhelms-Garten eröffnet werden konnte. Hier turnten nun vornehmlich die Schüler der beiden Gymnasien und der höheren Handelsschule; die Beteiligung am Turnen war zwar freiwillig jedoch beitragspflichtig. Die Turnübungen entstammten dem Jahn-Eiselen’schen Turnbuch Die Deutsche Turnkunst von 1816, weil aber alle Politik von den Unternehmungen ferngehalten werden musste, firmierte der Übungsplatz unter dem politisch neutralen Namen Städtische Gymnastische Anstalt. Während der verhängten Turnsperre hatte er mit seinem Turnangebot einen großen Zuspruch und Zulauf erfahren, so dass seine Anstalt als Vorbild für ähnliche Gründungen (Stettin, Quedlinburg, Salzwedel) diente.
Als 1834 mehrere ehemalige Gymnasiasten sich in die geheimen oppositionellen politischen Bestrebungen der studentischen Burschenschaften einließen, entzog die Provinzialregierung ihm das Vertrauen. Hierdurch enttäuscht, bat er um seine Entlassung aus dem Direktorium der Turnanstalt; der Turnplatz wurde 1835 durch den Oberbürgermeister Francke geschlossen. In seiner späteren Stellung als Regierungsrat setzte er sich aber weiterhin wiederholt für die Förderung des Turnens ein; aus diesem Grund ernannten ihn die Männerturnvereine in Magdeburg und Burg zu ihrem Ehrenmitglied.
1832 wurde er Assessor beim Medizinalkollegium der Provinz Sachsen und ging 1838 als staatlicher Kreisphysikus nach Neuhaldensleben. Drei Jahre später wurde er 1841 Regierungs- und Medizinalrat in Merseburg, war aber auch als Badearzt in Lauchstädt tätig. Er verstarb als Geheimer Regierungs- und Medizinalrat.

## Mitgliedschaften
Carl Friedrich Koch war der Initiator und Vorsitzende des am 26. März 1842 gegründeten Vereins der Ärzte und Apotheker im Regierungsbezirk Merseburg; mit ihm zusammen gab es 60 Gründungsmitglieder. Aufgenommen wurden promovierte, im Landkreis Merseburg niedergelassene Ärzte und Apothekenbesitzer. Die Mitglieder trafen sich regelmäßig in regionalen „Lesezirkeln“. Wer in den Verein eintreten wollte, musste ein Gesuch an ein Mitglied seiner Wahl richten und das Einverständnis zwei weiterer Mitglieder einholen. Der Verein wurde im Mai 1933 aufgelöst.

## Schriften (Auswahl)
- De observationibus nonnullis microscopicis sanguinis cursum et inflammationem spectantibus atque de suppuratione. 1825
- Die Gymnastik aus dem Gesichtspuncte der Diätetik und Psychologie: nebst einer Nachricht von der gymnastischen Anstalt zu Magdeburg. Magdeburg : Creutz'sche Buchh., 1830.
- Johann Friedrich Wilhelm Koch; Carl Friedrich Koch: Codex der Schachspielkunst: nach den Musterspielen und Regeln der größten Meister. 3 Sechshundert Schachspielaufgaben für geübtere Spieler. Magdeburg Heinrichshofen 1834.
- Das Königlich Preußische Medicinalwesen betreffend. Berlin Schade 1838.
- Ueber Fahrlässigkeit der Medicinal-Personen und ihre Zurechnung, mit Bezugnahme auf den revidirten Entwurf der preussischen Strafgesetze. Magdeburg 1838.
- Ueber das Verfahren bei Erledigung von Apotheker-Conceßionen. Halle: Lippert und Schmidt, 1844.
- Bemerkungen zur Reform des Preußischen Medicinal-Wesens aus dem Standpunkte der Verwaltung. Merseburg Garcke Halle von Colbatzky 1847.
- Beitrag zur Revision der Medicinal-Taxen. Merseburg: L. Garcke, 1847.
- Ueber die Bedingungen für den Bestand und das Gedeihen des Preussischen Verfassungslebens aus dem Standpunkte der politischen Anthropologie. Halle C.E.M. Pfeffer 1859.
- Courage, independence, presence of mind and a cheerful disposition as a result of gymnastic exercise. Milwaukee, Wis.: Freidenker Pub. Co., 1860.
- Turn-Ziel an die deutschen Turn-Vereine. Magdeburg, 1862.